# 따비
따비는 풀뿌리를 뽑거나 밭을 가는 데 쓰는 쟁기보다 좀 작고 보습이 좁은 농기구이다. 농기구 중에서 가장 오래된 것으로 쟁기·가래·삽은 따비에서 발달된 형태이다.

## 참고 자료
- 이 문서에는 다음커뮤니케이션(현 카카오)에서 GFDL 또는 CC-SA 라이선스로 배포한 글로벌 세계대백과사전의 내용을 기초로 작성된 글이 포함되어 있습니다.